# Mezair

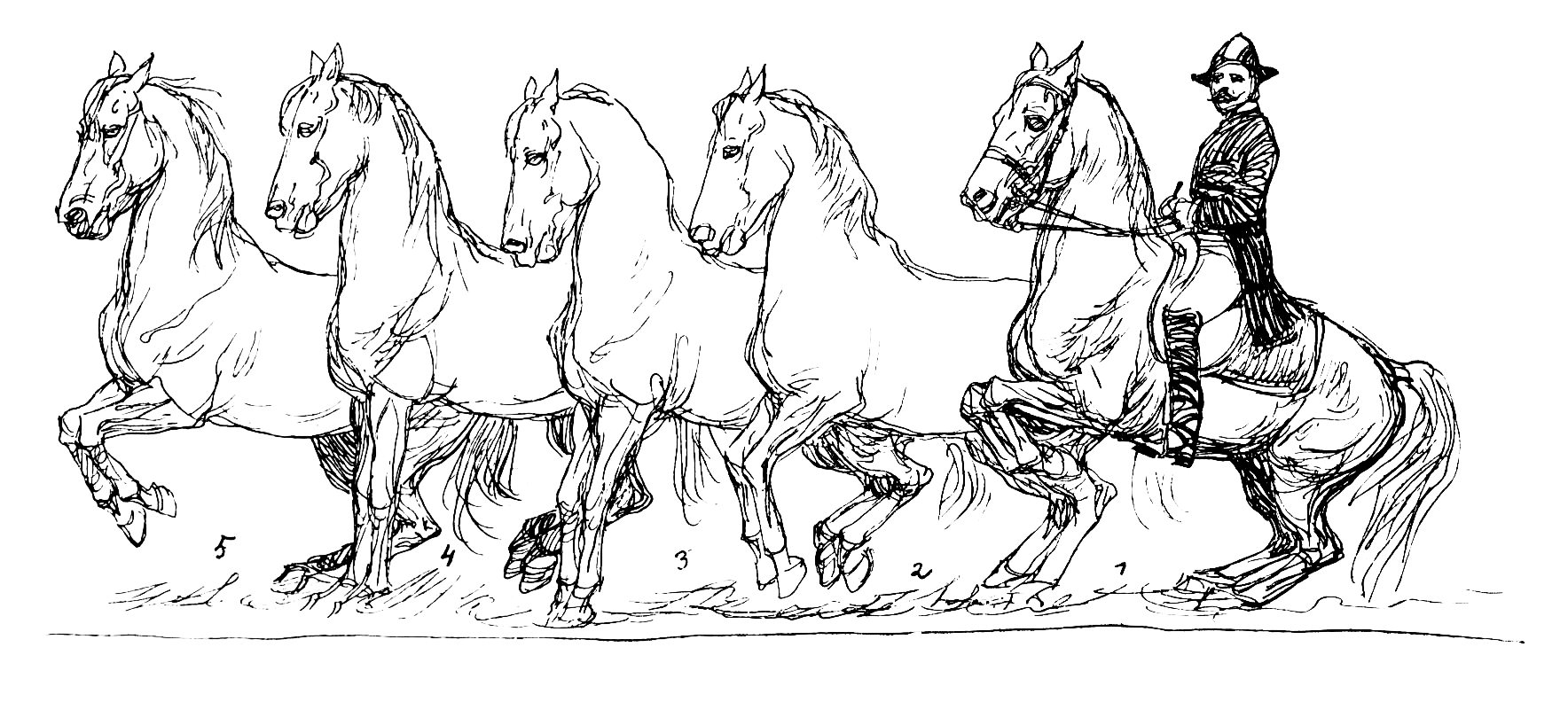
Mezair, rys. Ludwig Koch

Mezair – element klasycznego dresażu; podobny do terre à terre (dwutaktowego galopu w wysokim zebraniu). Ćwiczenie to przypomina serię lewad wykonywanych w powolnym ruchu naprzód. Z każdym kolejnym krokiem koń podstawia tylne nogi mocno pod siebie, przednimi tylko lekko dotykając ziemi. Przednia część ciała konia znajduje się wyraźnie wyżej w stosunku do tylnej.